# Heterogeomys heterodus
Heterogeomys heterodus és una espècie de mamífer rosegador de la família dels geòmids. És endèmic de Costa Rica. Es troba habitualment en pastures i boscos tropicals a altituds d'entre 1.000 i 2.500 msnm. És una espècie en risc mínim, és a dir, no sembla que hi hagi cap amenaça significativa per a la seva supervivència.
Aquest gòfer té el pelatge suau i dens de color negrós en la part posterior i pàl·lid en la part anterior. La seva dentició compta amb una ranura longitudinal a la cara exterior de cada incisiu superior. Els espècimens més grossos fan entre 30 i 50 cm de llargària i pesen des dels 500 grams fins al quilogram.